# Marko Čuk
Marko Čuk, slovenski prevajalec in urednik, * 18. marec 1959, Ljubljana.

## Življenje in delo
Osnovno šolo je obiskoval v Ajdovščini, kamor se je družina leta 1965 preselila iz Črnega Vrha nad Idrijo. Nato je nadaljeval šolanje na škofijski gimnaziji v Vipavi (1973-1977) ter na teološki fakulteti v Ljubljani in jo kot absolvent zaključil leta 1983, vmes je odslužil še vojaški rok (1979-1980).
Čuk je že v srednji šoli pisal pesmi in kratke zgodbe in sodeloval pri urejanju šolskega glasila Iskra. V času študija ne teološki fakulteti je sodeloval v glasilu študentov teologije Pogovori, v  Bogoslovnem semenišču pa je urejal interno glasilo Virtiti et Musis. Že kot študent je pričel prevajati knjige, najprej iz srbohrvaščine, pozneje pa iz angleščine in italijanščine. V tem času je pisal tudi kratke zgodbe v Družino. Leta 1983 se je zaposlil v uredništvu Založbe Ognjišče v Kopru in kmalu pripravil in uredik knjigo Dvajset let Ognjišča ter pisal in urejal članke v     revijo Ognjišče. Leta 1986 je postal tehnični urednik Založbe Ognjišče. Njegova bibliografija trenutno obsega 29 zapisov.

## Izbrana bibliografija
- Dvajset let Ognjišča : 1965-85 : bibliografija (COBISS)
- Mati Terezija : od deklice do nobelovke : življenje in delo (prevod) (COBISS)
- Zgodbe za Božič (prevod) (COBISS)